# التعليم في التشيك

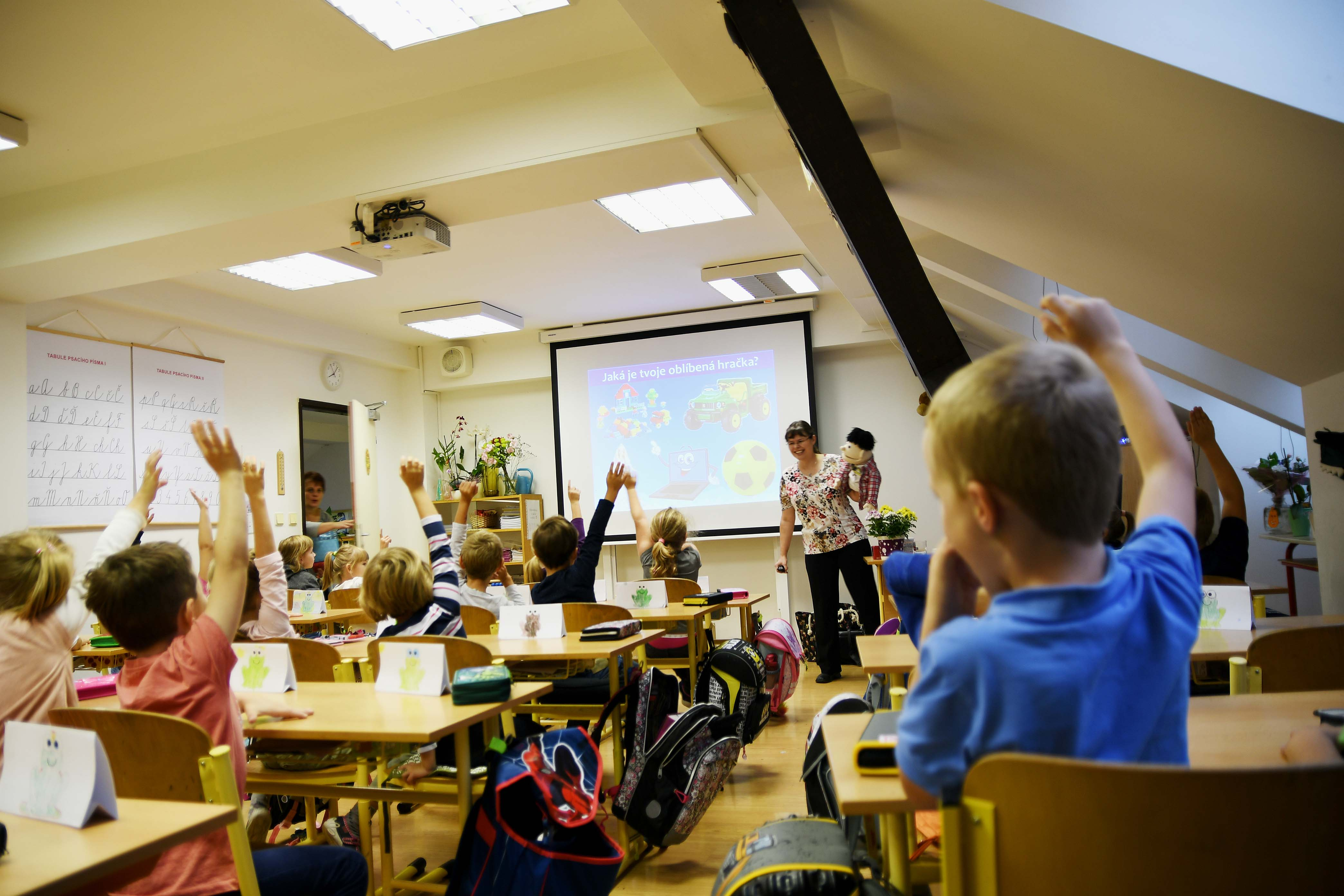
التعليم في التشيك

التعليم في جمهورية التشيك مجاني وإلزامي من سن 6 إلى 15. في عام 1995، بلغ معدل الالتحاق بالتعليم الابتدائي نسبة 86.9 في المائة. النظام المدرسي التشيكي به أربع درجات هي: رياض الأطفال (2 حتي 5 أعوام)، والابتدائية (6 حتي 15 عام، إلزامي)، والمدارس الثانوية والكليات والمعاهد التدريبية، وأخيرًا الجامعات.

## المدارس الإلزامية
تتألف من تسعة درجات تنقسم إلى مرحلتين. ويشار عادة إلى المرحلة الأولى (الصفوف 1-5) على أنها المدارس الابتدائية، بينما المرحلة الثانية (الصفوف 6-9) فهي المدارس الثانوية.

## الجامعات
التعليم الجامعي في الجمهورية التشيكية يتضمن الجامعات الحكومية، وكليات الشرطة والجيش، إضافة إلى الجامعات الخاصة. الدراسة في الجامعات الحكومية غير محدودة ومجانية، ولكن بعد سن ال 26 لا تساهم الدولة في الخدمات الاجتماعية والتأمين الصحي.